# Tilloy-et-Bellay
Tilloy-et-Bellay is een gemeente in het Franse departement Marne (regio Grand Est) en telt 236 inwoners (2004). De plaats maakt deel uit van het arrondissement Châlons-en-Champagne.

## Geografie
De oppervlakte van Tilloy-et-Bellay bedraagt 18,7 km², de bevolkingsdichtheid is 12,6 inwoners per km².
De onderstaande kaart toont de ligging van Tilloy-et-Bellay met de belangrijkste infrastructuur en aangrenzende gemeenten.

## Demografie
Onderstaande figuur toont het verloop van het inwonertal (bron: INSEE-tellingen).